# With Teeth
With Teeth (auch bekannt als Halo 19) ist das vierte reguläre Studioalbum von Nine Inch Nails und erschien am 2. Mai 2005.
With Teeth, das ursprünglich Bleed Through heißen sollte, erschien erst ganze sechs Jahre nach dem 1999 erschienenen The Fragile. Grund für diese lange Pause war hauptsächlich das Alkohol- und Drogenproblem von Trent Reznor, „Mastermind“ und einziges festes Mitglied von Nine Inch Nails.
Als Single wurden die Songs The Hand That Feeds, Only und Every Day is Exactly the Same ausgekoppelt. Zur anschließenden Tour wurde 2007 die Live DVD/HD-DVD/Bluray Beside You in Time veröffentlicht.

## Trackliste
1. All the Love in the World – 5:15
2. You Know What You Are? – 3:42
3. The Collector – 3:08
4. The Hand That Feeds – 3:32
5. Love Is Not Enough – 3:41
6. Every Day Is Exactly the Same – 4:55
7. With Teeth – 5:38
8. Only – 4:23
9. Getting Smaller – 3:35
10. Sunspots – 4:03
11. The Line Begins to Blur – 3:44
12. Beside You in Time – 5:25
13. Right Where It Belongs – 5:04

Bonustracks
1. Home – 3:14 (Bonustrack der internationalen Version)
2. Right Where It Belongs V.2 – 5:04 (Bonustrack der japanischen und der UK-Version)
3. The Hand That Feeds (Photek Ruff Mix) – 3:58 (Bonustrack der japanischen Version)

## Rezensionen
With Teeth erhielt überwiegend gute, aber nicht sehr gute Kritiken. So vergab Allmusic drei von fünf Punkten, laut.de vier von fünf. Im Musikmagazin Visions wurde es allerdings Album des Monats Juni 2005. PopMatters gab dafür nur
vier von zehn Punkten.